# Phyllolobium sanbilingense
Phyllolobium sanbilingense là một loài thực vật có hoa trong họ Đậu. Loài này được (Tsai & T.T. Yu) M.L. Zhang & Podl. mô tả khoa học đầu tiên năm 2006.